# Franz Konrad von Stadion und Thannhausen
Franz Konrad von Stadion und Thannhausen (né le 29 août 1679, mort le 6 mars 1757 à Bamberg) est prince-évêque de Bamberg de 1753 à sa mort.

## Biographie
Comme de nombreux membres de la famille Stadion (de), Franz Konrad profite des possibilités de l'église impériale comme une institution de soins pour la noblesse catholique et entre en 1695 dans le chapitre de la cathédrale de Bamberg. Après des études à Rome et à Angers, Franz Konrad est en 1709 représentant de l'Électorat de Mayence dans les cours de Brandebourg-Prusse et de l'Électorat de Saxe. À côté du Bamberg, Franz Konrad est également présent en 1719 à Wurtzbourg, où il devient en 1727 doyen de la cathédrale ; à cette fonction, il fait le Marmelsteiner Hof.
Après la mort de son prédécesseur, le chapitre de la cathédrale de Bamberg l'élit le 23 juillet 1753 au second tour de scrutin. L'affirmation papale, qui accompagné l'attribution du pallium, a lieu peu de temps après, le 26 septembre de la même année.
L'évêque nouvellement élu est un homme religieux, comme en témoigne l'introduction d'un nouveau catéchisme qu'il initie. Il promeut également la mission populaire des Jésuites.
À sa mort, il est enterré dans la cathédrale de Bamberg ; son tombeau est maintenant dans l'église Saint-Michel (de).